# Família Almeida Teles
Almeida Teles é uma família brasileira que se destacou por diversos de seus membros terem participado do combate armado à ditadura militar no Brasil.

## Maria Amélia de Almeida Teles
Maria Amélia de Almeida Teles é uma militante política brasileira, membro do PCdoB à época da guerrilha do Araguaia, durante o período do regime militar. Foi presa política, junto com o marido César, com os filhos Janaína e Edson, ambos pequenos, e a irmã Crimeia grávida de 8 meses. Em 2004 declarou:
"O coronel Carlos Alberto Brilhante Ustra foi o primeiro a me dar um tapa na cara, me jogou no chão com aquele tapa. Me torturou pessoalmente", acusa Maria Amélia Teles. Os horrores apenas se iniciavam: "Foi ele quem mandou invadir a minha casa, buscar todo mundo que estava lá, meus filhos e minha irmã. Durante cerca de 10 dias, minhas crianças me viram sendo torturada na cadeira de dragão, me viram cheia de hematomas, com o rosto desfigurado, dentro da cela. Nessa semana em que meus filhos estavam por ali, eles falavam que os dois estavam sendo torturados. Disseram: 'Nessas alturas, sua Janaína já está dentro de um caixãozinho'. Disseram também que eu ia ser morta. Isso foi o tempo todo. O tempo todo, o terror. Ali era um inferno".
Ingressou, juntamente com a filha Janaína com ação declaratória contra Carlos Alberto Brilhante Ustra, com a finalidade de que a justiça, mesmo não podendo condená-lo criminalmente devido à Lei da Anistia, o declarasse como torturador, o que ocorreu em 2008, quando a ação foi julgada.

## Janaína de Almeida Teles
Janaína de Almeida Teles (n. 1967) é uma historiadora brasileira. Organizadora do livro Mortos e desaparecidos políticos: reparação ou impunidade? (São Paulo: Humanitas/FFLCH/USP, 2001) e uma das organizadoras dos livros Dossiê Ditadura: Mortos e desaparecidos políticos no Brasil (1964-1985) (São Paulo: Imprensa Oficial do Estado, 2009) e Desarquivando a Ditadura: Memória e Justiça no Brasil. (São Paulo: Hucitec, 2009, vols. I e II), entre outros. Defendeu mestrado em História na USP, em 2005, sobre o tema Os herdeiros da memória: a luta dos familiares de mortos e desaparecidos políticos por 'verdade e justiça' no Brasil (ver ). É doutora em História pela USP, onde defendeu a tese Memórias dos cárceres da ditadura: as lutas e os testemunhos dos presos políticos no Brasil, em 2011. É uma das coordenadoras do projeto Intolerância e Resistência: memórias da repressão política no Brasil (1964-1985) realizado em parceria com o LEI-USP e AEL-Unicamp, o qual registrou 80 entrevistas com ex-presos políticos em vídeo, com o apoio da Fundação Ford do Brasil. Autora de diversos artigos, desenvolve pesquisas em história política e cultural do Brasil contemporâneo, com ênfase nos seguintes temas: ditadura militar, aparato repressivo, esquerdas, luta armada, transição política, história oral, testemunhos e arquivos.
Filha de Maria Amélia de Almeida Teles, foi presa política quando tinha cinco anos de idade, junto com os pais, militantes do PCdoB.

## Crimeia Alice Schmidt de Almeida
Crimeia Alice Schmidt de Almeida é uma militante política que foi guerrilheira brasileira, membro do PCdoB, que esteve na região do rio Araguaia quando das guerrilhas contra a ditadura militar.
Criméia deixou a guerrilha em junho de 1972 por problemas durante uma gravidez, em virtude de um relacionamento afetivo com André Grabois, um dos comandantes da guerrilha, sendo levada para São Paulo, onde foi morar com a irmã, Maria Amélia, na clandestinidade. Foi presa na cidade em dezembro, durante desdobramentos do caso conhecido como Chacina da Lapa,  e torturada pela repressão, o que levou seu futuro filho João, que nasceu na prisão, a ser indenizado, em 2004, pelos danos que a tortura lhe causou.
Após ser solta, ela foi viver em Minas Gerais e desligou-se do PCdoB nos anos 80. Hoje dirige uma ONG voltada para a busca de desaparecidos políticos.

## Edson Luis de Almeida Teles
Edson Luis de Almeida Teles é um professor de Filosofia brasileiro, docente do curso de Filosofia da UNIFESP e, antes disso, do curso de mestrado sobre adolescentes em conflito com a lei, da UNIBAN. Foi o mais jovem preso político brasileiro, com apenas dois anos de idade, quando foi detido com seus pais, César Augusto Teles e Maria Amélia de Almeida Teles, bem como a irmã Janaína, na época da ditadura militar.
Defendeu tese de doutorado na USP, em Filosofia, sobre o tema Memória política em democracias com herança autoritária, examinando a maneira como o Brasil e a África do Sul trabalharam o seu passado autoritário.
Em 2007, junto com os pais, a irmã e a tia Criméia, processou o coronel Carlos Alberto Brilhante Ustra, para que ele fosse declarado torturador, tendo obtido ganho de causa na primeira instância.
Colabora mensalmente para o blog da Boitempo Editorial.

## Obras publicadas
- O que resta da ditadura - a exceção brasileira (Organizadores: Edson Teles e Vladimir Safatle. Boitempo Editorial, 2010.)